# Lorenzo Manilis hus

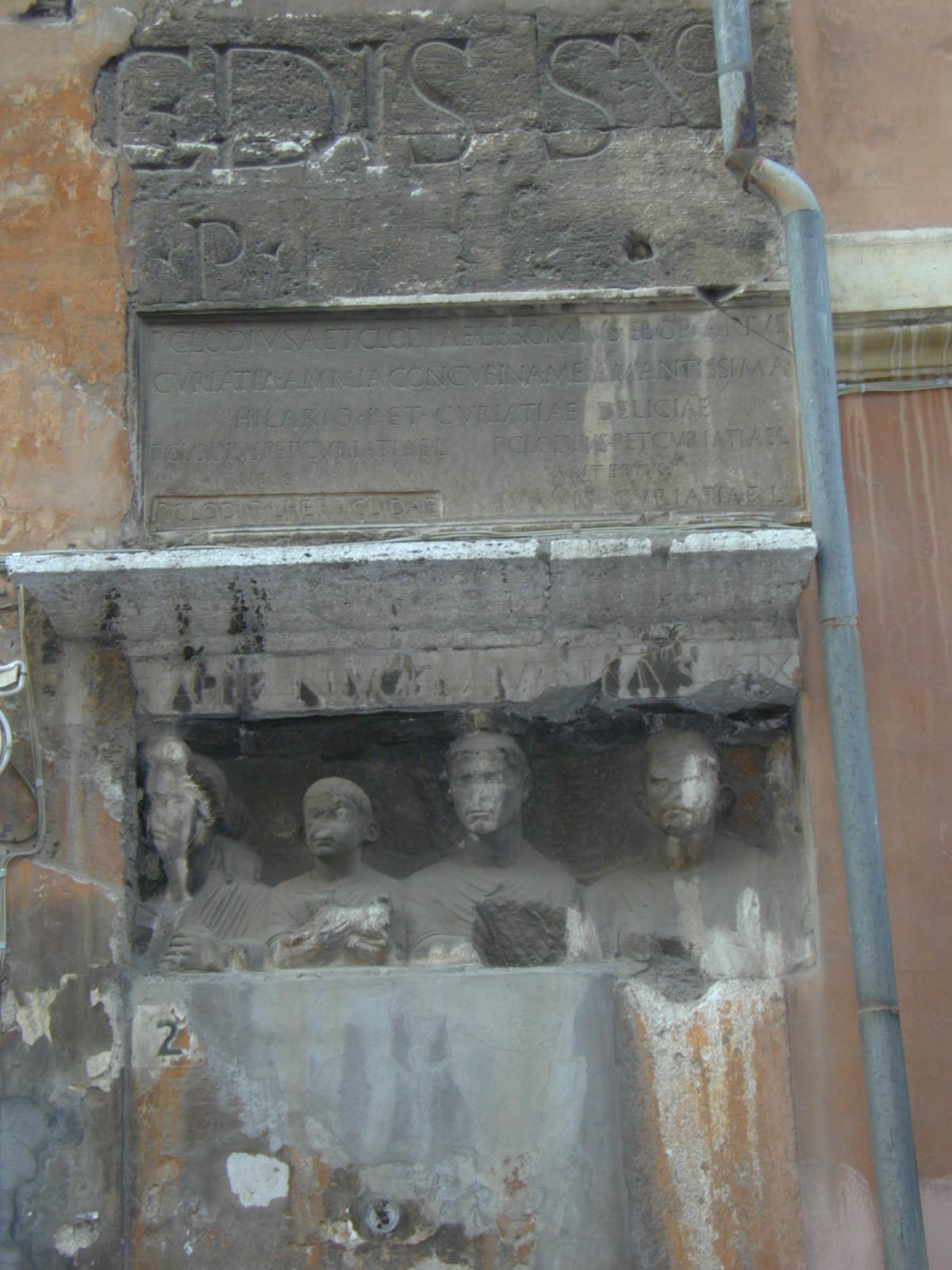
Porträttbyster och inskriptioner på Lorenzo Manilis hus.

Lorenzo Manilis hus är en renässansbyggnad som är belägen vid Via del Portico d'Ottavia i distriktet Sant'Angelo i centrala Rom. Byggnaden består av flera äldre hus som slogs ihop år 1468.

## Inskription
En inskription hugfäster minnet av uppförandet av huset.
| VRBE ROMA IN PRISTINAM FORMA(M) (R)ENASCENTE LAVR. MANLIVS KARITATE ERGA PATRI(AM) (A)EDIS SUO / NOMINE MANLIANAS PRO FORT(VN)AR(VM) MEDIOCRITATE AD FOR(VM) IVDEOR(VM) SIBI POSTERISQ(VE) SVIS A FVND(AMENTIS) P(OSVIT) / AB VRB(E) CON(DITA) / MMCCXXI L AN(NO) M(ENSE) III D(IE) II P(OSVIT) XI CAL(ENDAS) AVG(VSTAS) |

I svensk översättning lyder inskriptionen:
| ” | När nu Rom föds på nytt i antik glans, har Lorenzo Manili, som bevis på sin kärlek till sin stad, uppfört från grunden, vid Piazza Giudea, efter hans blygsamma möjligheter, detta hus som efter hans familjenamn benämndes Manliana, för sig och sina efterkommande. År 2221 efter stadens grundande, i en ålder av 50 år, 3 månader och 2 dagar lade han grunden 11 dagar före ingången av augusti månad. | „ |

Fasaden uppvisar även fragment från antika sarkofager och gravmonument.